# August Ahlqvist

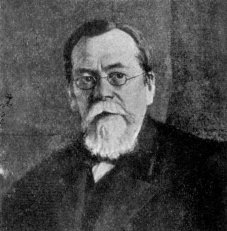
August Ahlqvist

August Ahlqvist (Kuopio 7 augustus 1826 - Helsinki 20 november 1899) was een Fins taalgeleerde en dichter. Hij was sinds 1863 hoogleraar in de Finse taal en letteren, en in 1887 staatsraad. Hij was in zijn tijd een streng en gevreesd criticus.
Hij schreef vaderlandslievende romantische lyriek onder het pseudoniem A. Oksanen en vestigde vooral de aandacht op zich door zijn onderzoek naar cultuurwoorden, onder andere in Suomalainen runousoppi (=Finse Poëzieleer, 1863) en Suomen kielen rakennus (=constructie der Finse taal, 1877). 
Ahlqvist maakte vele reizen naar Rusland om de talen van volken van Finse stam zoals Woten, Wepsen, Mordwienen, Ostjaken en Wogoelen te bestuderen. Als dichter was hij een wegbereider voor de kunst poëzie.
- Bibsys: 90619404
- Bibliothèque nationale de France: cb12536067n (data)
- Gemeinsame Normdatei: 119197065
- International Standard Name Identifier: 0000 0001 0885 5597
- Library of Congress Control Number: n84219228
- MusicBrainz: 8806b761-3865-4c23-b392-4f3bde1a428b
- Nederlandse Thesaurus van Auteursnamen: 072351373
- LIBRIS: 305785
- Système universitaire de documentation: 03462404X
- Virtual International Authority File: 32263563
- WorldCat: E39PBJhMgrQKFktT9FFMqdmyBP